# Miguel Montes Busto
Miguel Ángel Montes Busto (Oviedo, Astúries, 28 de febrer de 1939 - Gijón, Astúries, 20 de maig de 2019) va ser un futbolista i entrenador espanyol. Jugava en la posició de davanter.

## Trajectòria

### Com a jugador
Després de jugar a l'Atlántico, el Revillagigedo, l'Hispania i el Club Siero, va fitxar pel Real Sporting de Gijón el 1959, quan competia a Segona Divisió. Va jugar a l'Sporting fins a la temporada 1968-1969 i va acabar la seva carrera esportiva al Reial Oviedo el 1971.

### Com a entrenador
Va ser entrenador de la UD Gijón Industrial, Real Avilés CF, UP Langreo, Zamora CF, Palencia CF, Cultural Leonesa i Arosa SC. El 1984 va passar al cos tècnic del Real Sporting de Gijón, on va actuar com a entrenador del Real Sporting de Gijón B la temporada 1984-85; director de l'Escola de futbol de Mareo el 1985; director esportiu de l'entitat entre 1988 i 1990, i entrenador del primer equip des de finals de la temporada 1996-973 fins a començaments de la 1997-98.

## Clubs

### Com a jugador
| Club              | Anys      |
| ----------------- | --------- |
| Sporting de Gijón | 1959-1961 |
| U. D. Las Palmas  | 1961-1962 |
| Sporting de Gijón | 1962-1969 |
| Reial Oviedo      | 1969-1971 |

### Com a entrenador
| Club                         | Anys      |
| ---------------------------- | --------- |
| U. D. Gijón Industrial       | 1972-1974 |
| Real Avilés CF               | 1974-1975 |
| U. P. Langreo                | 1975-1977 |
| Zamora CF                    | 1977-1980 |
| Palencia CF                  | 1980-1982 |
| Cultural y Deportiva Leonesa | 1982-1983 |
| Arosa S. C.                  | 1983-1984 |
| Sporting de Gijón Atlético   | 1984-1985 |
| U. P. Langreo                | 1993      |
| Zamora CF                    | 1993-1994 |
| Real Sporting de Gijón B     | 1995-1996 |
| Real Sporting de Gijón       | 1997      |